# Начемерово
Начемерово — деревня в Вологодском районе Вологодской области.
Входит в состав Семёнковского сельского поселения, с точки зрения административно-территориального деления — в Семёнковский сельсовет.
Расстояние по автодороге до районного центра Вологды — 17 км, до центра муниципального образования Семёнково — 9 км. Ближайшие населённые пункты — Вертлово, Лучниково, Обухово, Кудрявцево.
По данным переписи в 2002 году постоянного населения не было.